# Liste der Monuments historiques in Locmélar
Die Liste der Monuments historiques in Locmélar führt die Monuments historiques in der französischen Gemeinde Locmélar auf.

## Liste der Bauwerke
| Bezeichnung                               | Beschreibung | Standort | Kennzeichnung | Schutzstatus | Datum | Bild           |
| ----------------------------------------- | ------------ | -------- | ------------- | ------------ | ----- | -------------- |
| Kirche St-Mélar mit Calvaire und Friedhof |              | (Lage)   | PA00090071    | Classé       | 1934  | weitere Bilder |

## Liste der Objekte
- Monuments historiques (Objekte) in Locmélar in der Base Palissy des französischen Kultusministeriums